# Dick Rienstra
Douwe Auke Anne (Dick) Rienstra (Assen, 9 februari 1941 – Vianen, 4 juli 2021) was een Nederlands zanger en acteur.

## Loopbaan
Onder het pseudoniem Floris VI zong hij in 1966 het nummer Ze nemen me eindelijk mee, ha-haaa!; een vertaling van het nummer They're coming to take me away, Ha-Haaa! van Napoleon XIV. In 1970 vormde hij met Martin Käfig het duo De Jantjes. Onder zijn eigen naam zong hij de nummers Is dit m'n leven, Waarom toch, waarom en Shaken met Shakie (met Connie van Bergen). In 1977 nam Rienstra deel aan het Nationaal Songfestival met het liedje Jouw lach. Hij werd vijfde.
Op televisie verscheen hij in producties als De kleine waarheid, Baantjer, De fabriek, De Weg, Herenstraat 10, De Appelgaard, Dossier Verhulst, Medisch Centrum West, De laatste carrière, Toen was geluk heel gewoon, Twaalf steden, dertien ongelukken, Spangen en Drie is te veel. In de serie Het meisje met de blauwe hoed vertolkte hij de rol van soldaat Haverkamp en in 2009 speelde hij buurman Van Herwijnen in Zeg 'ns Aaa.
Ook gaf hij in drie series van Bassie en Adriaan gestalte aan de rol van inspecteur (later adjudant) Van der Steen. Bassie en Adriaan-series waarin Rienstra voorkomt zijn:
- De diamant (1979-1980)
- De huilende professor (1982)
- De verdwenen kroon (1988)

Rienstra heeft ook geacteerd in films, waaronder A Bridge Too Far, Soldaat van Oranje, Flodder in Amerika!, Sinterklaas en het Uur van de Waarheid (als commissaris) en Who am I (met Jackie Chan). Daarnaast speelde Rienstra de rol van Maurice in de musical Belle en het beest in Scheveningen.
In 2007 stelde Rienstra zich verkiesbaar voor de Provinciale Staten van Utrecht namens de Partij voor de Dieren. Hij was de vader van soapacteur Robin Rienstra.
In 2014 was Rienstra voice-over in de documentaire 'Lijnenspel' ter gelegenheid van het 150-jarig bestaan van de Haagse tram van vervoersmaatschappij HTM.
In 2016 werd bekend dat Bas en Aad van Toor (Bassie en Adriaan) al jarenlang een conflict hadden met meerdere acteurs uit hun producties over geclaimde betalingen, onder wie Rienstra. Op 25 november 2020 werd een uitspraak gedaan in deze rechtszaak in het voordeel van Rienstra en de andere acteurs.
Rienstra overleed op 80-jarige leeftijd.